# Ha'tak
De Ha'tak is een moederschip uit het fictieve Stargate-universum. Het schip kan hele planeten bezetten en maakt meestal deel uit van een vloot bestuurd door een Goa'uld systeemheer.

## Inleiding
Deze Ha'taks bestaan uit een centrale piramide met daaromheen een ovale structuur. Alle handelingen worden vanuit de piramide uitgevoerd, terwijl de ovale structuur de vertrekken van de Jaffa, Dood Glijders en vrachtruimtes herbergt. Het schip heeft de mogelijkheid om planeten vanuit de ruimte aan te vallen en maakt meestal deel uit van een grotere vloot onder het bevel van Goa'uld systeemheren.

## Technologie
Om alles te besturen in de Ha'tak, van wapens tot controlepanelen, worden kristallen gebruikt. Deze kristallen zijn van origine Ancients-technologie, maar de Goa'uld hebben een manier gevonden om ze na te maken. In het centrum van de piramide liggen de controlekamer en de machinekamer. De Ha'taks bezitten enorme vrachtruimten die worden afgesloten door Goa'uld schildtechnologie. Daniel Jackson had ook wel een theorie dat de piramiden in Giza weleens landingsplaatsen voor Ha'taks konden zijn en deze theorie werd dan ook bevestigd.

## Brug
De brug bezit twee controlepanelen. Een voor de wapens en een voor de besturing van het schip. De piloot kijkt uit over de ruimte door een groot raam en schermen bieden de mogelijkheid tot videocommunicatie.

## Machinekamer
De machinekamer herbergt de energiekern van het schip en hyperaandrijving. Deze twee uiterst delicate voorwerpen worden bestuurd via twee panelen die uitgeschoven kunnen worden vanuit de muur om ze aan te passen aan de situatie. Als bijvoorbeeld het schip wordt aangevallen in tijden van reparaties kan van hieruit de hyperdrive op een minimumvereiste gesteld worden om toch maar een hyperraam te maken en te ontsnappen.